# Ethylen
Ethylen, (tiếng Anh: ethylene, tên IUPAC: ethene) có công thức hóa học là C2H4 hoặc H2C=CH2, là chất đầu tiên trong dãy đồng đẳng hydrocarbon alken. Đây là hợp chất hữu cơ được sản xuất nhiều nhất trên thế giới, khoảng hơn 150 triệu tấn vào năm 2016.Hydrat của ethylen là etanol.

## Tính chất vật lý
Ethylen là chất khí không màu, không mùi, hơi nhẹ hơn không khí, ít tan trong nước, tan nhiều trong ether và một số dung môi hữu cơ.

## Tính chất hóa học
Ethylen có tính chất hoá học sau: tham gia phản ứng cháy, phản ứng cộng và phản ứng trùng hợp.

### Phản ứng cộng
Tác dụng với halogen:
C2H4 + Br2 → C2H4Br2
Tác dụng với H2:
C2H4 + H2 → C2H6
Tác dụng với acid:
C2H4 + HBr → C2H5Br

### Phản ứng trùng hợp
Ethylen với xúc tác cùng với nhiệt độ cho ra polyethylen:
nCH2=CH2 → (-CH2-CH2-)n

### Tác dụng với KMnO4
3C2H4 + 4H2O + 2KMnO4 → 2KOH + 2MnO2 + 3C2H4(OH)2
Sản phẩm là kali hydroxide, mangan(IV) oxide và ethylen glycol.

### Phản ứng cháy
Ethylen cháy tạo ra hơi nước, khí CO2 và tỏa nhiệt:
C2H4 + 3O2 → 2CO2 + 2H2O

### Ethylen làm đổi màu dung dịch brom
Dẫn ethylen vào dung dịch brom thì dung dịch brom bị mất màu:
Br2 + C2H4 → C2H4Br2

### Phản ứng với Cl2, Br2ở nhiệt độ cao
Ethylen tham gia phản ứng thế nguyên tử H của liên kết đôi:
CH2=CH2 + Cl2 → CH2=CHCl + HCl

## Ứng dụng
Ethylen là nguyên liệu để điều chế nhựa polyethylen, etanol, acid acetic, ... Ngoài ra ethylen còn được sử dụng để kích thích trái cây mau chín.